# Szentiványi Márton (jezsuita szerzetes)
Szent-Iványi Szentiványi Márton (Szentiván, 1633. október 20. – Nagyszombat, 1705. március 5.) jezsuita hittudós, polihisztor, egyetemi tanár, író.

## Élete
A nagyszombati jezsuita kollégiumban tanult. 1653. október 20-án lépett a rendbe. 1667-től Nagyszombatban, majd Grazban és Münchenben tanított. Bécsben és Nagyszombatban tanította a Szentírást öt évig, a bölcseletet és a mennyiségtant kilenc évig, az egyházjogot és a teológiát hét évig. 1676-tól 1679-ig a bécsi Pázmáneum rektora.
A Nagyszombati Egyetemnek tizenkét évig volt kancellárja, az egyetemnek és kollégiumának 1690-től 1693-ig rektora, 1701–1704 között a hittudományi kar dékánja. 1687-től a nyomdát is irányította, annak felszerelését megújította és két papírmalmot is létesített. Harminc éven át szerkesztette az egyetem csillagászati naptárát, a Calendarium Tyrnaviensét. Tizenöt éven át könyvcenzorként is működött.
Latin nyelven közreadott katolikus hitvédelmi könyveit Európa-szerte olvasták. Munkáinak egy része magyarul, németül és franciául is megjelent. Egyházi témájú munkáin kívül különféle tárgyú természettudományi műveket is írt. Számos növényt elsőként ismertetett Magyarországon és magyar törvénygyűjteményt állított össze (Corpus Juris Hungarici, 1696).

## Vélt újságjának cáfolata
Pintér Jenő hétkötetes irodalomtörténete szerint „A hazai időszakos sajtó úttörője Szentiványi Márton nagyszombati egyetemi tanár latinnyelvű közlönye volt a XVII. század végén. Ez a latinnyelvű hírlap, az Ephemerides Latinae (1675–1703), a külföld tájékoztatására készült. Szerkesztője, a nagynevű jezsuita hittudós, katolikus szellemben írta cikkeit."
Máté Károly sajtótörténész ezt – a korábbi munkákon alapuló állítást – meggyőzően cáfolta.   Kifejtette, hogy az „ephemeris" szó félremagyarázásáról van szó. Szentiványi Márton „latin ephemerisei” ugyanis nem újságlevelek, „röpívek”, nincs bennük hírközlés, hanem tisztán tudományos igényű munkák. Szentiványi az ephemeris szót „diárium, napló” értelemben használta.

## Művei
- Curiosiora et Selectiora Variarum Scientiarum Miscellanea. In tres partes divisa... Tyrnaviae, 1689 (A II. Decas Pars I. 1691, Pars II. 1696, Pars III. 1697, III. Decas P Pars I. 1702, P Pars II. 1702, P Pars III. 1702)

Háromkötetes, szigorú rendbe szerkesztett, több mint 4000 lapból álló gyűjteményes munka. A Miscellanea… „a polyhistor szerző egyetemes érdeklődése következtében a tudományok szinte minden területéről hoz dolgozatokat.”
- Dissertationes Septem, I. Physica curiosa de Plantis. II. De Feris. III. De Avibus. IV. De Piscibus. V. De Allodiaturae rebus. VI. De noxiis animalibus oeconomiae. VII. De Calendarii reformatione. Uo. 1689
- Rectus modus Interpretandi Scripturam Sacram, Ex Secunda Parte, II. Decadis, Curiosorum & Selectiorum, Variarum Scientiarum, Miscellaneorum. Uo. 1696
- Summarium Chronologiae Hungaricae, Ex Secunda Parte III. Decadis Curiosorum... Uo. 1697
- Ratio Status Futurae Vitae, Seu Dissertatio, De Statu Futurae Vitae. Ex Parte Prima Decadis Tertiae, Curiosorum... Uo. 1699
- Dissertatio Paralipomenica Rerum Memorabilium Hungariae. Ex Parte Prima Decadis Tertiae, Curiosorum... Uo. 1699
- Quindecium dilemmata omnibus Dominis Acatholicis in Hungaria pro xenio novi anni 1699. oblata (Uo.)
- Continuatio Dissertationis Paralipomenonicae Rerum Memoriabilium Hungariae. Ex Parte I. Dec. III. Curiosorum... Uo. 1700
- Viginti Quatuor Dubia Pro Xenio Novi Anni M.D.CC. Pastoribus Augustanae & Helveticae Confessionis fiducialiter oblata. Uo. (Németül: Uo. 1700)
- Responsa Non Responsa Ad Quindecim Dilemmata Omnibus Dominis Acatholicis In Hungaria Pro Xenio 1699... Uo. 1700 (Tótul. Uo. 1700)
- Syllogismus demonstrativus, az-az üdvösséges okoskodás, 1700
- Hungaria in Immaculatam Conceptionem B. Mariae Virginis Magnae Dominae suae Credens et Jurans. Uo. 1701
- Dissertatio Haeresiologico-Polemica, De Haeresiarchis, Haeresibus, Et Erroneis in Fide Dogmatibus hoc Saeculo Nostro... Uo. 1701 (Németül: Uo. 1703)
- Solutiones Catholicae, sex praecipiorum fidei dubiorum Acatholicorum, contra veritatem fidei Romano Catholicae. Uo. 1701 (Németül: Uo. 1901)
- Lutheranicum nunquam et nusquam. Seu Intricatissima & insolubilis Questio. An? & Ubi? ac quando? Extiterit Lutherana Ecclesia Ante Martinum Lutherum... Uo. 1702
- Quinquaginta Rationes & Motiva Cur in tanta varietate Religionum & Confessionum Fidei in Christianitate moderno tempore vigentium, sola Religio Romano-Catholica, sit eligenda & omnibus alijs praeferenda. Uo. 1702 (Németül: Uo. 1702)
- Négy rövid első könyvetskek, Mellyeket a Hitben támadott Versengésekrül írt, és külön-külön kibocsátott. Uo. 1702
- Ötven okok és indulatok. Miért A mostani keresztyének között lévő Vallásokbúl egyedül a közönséges Római Vallást kell választani, és minden egyebeknél föllyebb böcsülleni... Uo. 1702 (Szóról-szóra be van foglalva az előbbeni munka 367-557. l. Latinul 15. sz. munkát)
- Solutiones Non Solutiones Cujusdam Pastoria Augustani Viginti Quatuor Dubiorum Catholicorum. Uo. 1703
- Analysis Seu Resolutio Duodecim Praecipuorum Erroneorum Dogmatum in Fide modernorum Acatholicorum. Uo. 1703 (Ujabb kiadásai: Köln 1704. 1716. és Münster 1704)
- Lutheranicum Nihil Ad Rem, Nihil Ad Propostium. Seu Ludicrae Responsiones cujusdani Lutherani Regio-Montani Academici, ad XV. Catholicorum Dilemmata. Refutatae... Uo. 1703 (Németül: Uo. 1703. és új czímlap nyomással 1704)
- Dissertatio Chronologico-Polemica, De Ortu, Progressu, ac Diminutione Schismatis Graeci, atque Graeci Ritus Ecclesiae, cum Romana Ecclesia, tot Votis exoptata Reunione... Uo. 1703 (Németül Bécs, 1704)
- Castigatio illusoriae concionis Infamis Apostatae Meinolphi Wiarts Wartburgensis... Uo. 1704 (Németül: Uo. 1704)
- Consultatio Saluberrima, De reducenda stabili ac constanti tranquillitate & pace in Hungaria, per ejusdem adductionem in Unitatem Fidei ac Religionis... Uo. 1704
- Magnum Chaos Inter Confessionem Augustanam & Confessionem Augustinianam. Sive Discrimen ac Disconvenientia in Doctrina Fidei Confessionis Augustanae, a Sancti Augustini Doctrina. Uo. 1704
- Privata et Amica Disceptatio, Unius zelosissimi Catholici cum quibusdam Dominis Acatholicis, de Societate Jesu in Regno Hungariae retinenda... Uo. 1704 (Németül: Bécs, 1704. és 1706)
- Quinquaginta rationes et motiva, cur in tanta varietate religionum et Confessionum fidei in Christianitate moderno tempore vigentium, sola religio Romano-Catholica sit eligenda et omnibus aliis praeferenda. Lowanii, 1708 (Francziául: Tyrnaviae, 1711)
- Forum Scrutarium Antiquarum Haeresium, Ex quibus nostri temporis Haereses, inconcinne, & distortissime, consarcinatae sunt... Uo. 1707
- Turris Babel Seu Confusio Doctrinae Fidei inter modernos Acatholicos. Uo. 1707
- Doctrina Fidei Christianae, Primorum quinque Saeculorum, Seu Examen, Quaenam ex tot & tam varijs Religionibus modernis sit vera Christi Ecclesia. Uo. 1708
- Cavillationes Modernorum Acatholicorum Contra Romano-Catholicae Ecclesiae Unitatem. Uo. 1709
- Opusculorum polemicorum ... partes II. Quibus per varias tractatus partim diversorum haereticorum evulgata typis opuscula & falsae doctrinae refutantur, partim catholicae religionis veritas plana, facili & solida methodo stabilitur... Uo. 1718-30. * Oeconomia philosophica, ex tribus tomis R. P. M. Sz. collecta. Uo. 1746, 1754, Claudiopoli, 1748, Budae, 1782